# Eckerö
Eckerö este un teritoriu autonom în Finlanda, situat în zona insulelor Åland și care prin 2007 avea peste 900 de locuitori, din care majoritatea (95%) sunt vorbitori de limbă suedeză.